# Буллок, Дэн
Дэн Буллок (англ. Dan Bullock; 1953, Голдсборо, Северная Каролина, США — 1969, Боевая база Хоа, Куангнам, Южный Вьетнам) — американский рядовой первого класса Корпуса морской пехоты, самый молодой военнослужащий армии США, убитый в ходе Войны во Вьетнаме в возрасте 15 лет.

## Ранняя жизнь
Буллок родился в Голдсборо, Северная Каролина, где жил до 12 лет. После смерти матери Буллок вместе с младшей сестрой Глорией переехали в Бруклин к своему отцу и его жене. Дэн заявлял, что хочет стать пилотом, офицером полиции или морским пехотинцем США.

## Карьера
В возрасте 14 лет Буллок исправил своё свидетельство о рождении, чтобы подходить по требованиям к возрасту. Он обратился на призывной пункт, и 18 сентября 1968 года Буллок был зачислен в Корпус морской пехоты США. Он проходил обучение в составе взвода 3039 на острове Пэррис. Буллок закончил занятия в учебном лагере 10 декабря 1968 года.
Рядовой первого класса Буллок прибыл в Южный Вьетнам 18 мая 1969 года и был назначен стрелком во 2-е отделение 2-го взвода роты F 2-го батальона 5-го полка морской пехоты 1-й дивизии морской пехоты. Он находился на военной базе Хоа, к западу от Хойана. Ночью 7 июня 1969 года сапёрное подразделение Народной армии Вьетнама атаковало бункер возле взлётно-посадочной полосы базы, бросив в него ранцевый заряд; Буллок и 3 других морских пехотинца, находившихся в бункере, погибли. Буллоку было 15 лет.
Изначально на могиле Буллока не было обозначено, что он был ветераном войны. Знак ветерана установили в 2000 году.

## Память
7 июня 2003 года участок Ли-авеню в Бруклине, где Буллок жил с 11 лет, переименовали в его честь. В 2019 году рядом с домом его детства в Голдсборо был установлен памятник. Отряд 217 Лиги морской пехоты Бруклина № 1 каждый июнь проводит мемориальную церемонию караула на Ли-авеню в честь Буллока.